# Saint-Denis-de-Pile
Saint-Denis-de-Pile è un comune francese di 5 916 abitanti (al 1º gennaio 2022), situato nel dipartimento della Gironda nella regione della Nuova Aquitania.

## Società

### Evoluzione demografica
Abitanti censiti

## Gemellaggi
Malalbergo dal 2024